# FLOT1
A flotilina-1 é uma proteína que em humanos é codificada pelo gene FLOT1.
Caveolae são pequenos domínios na membrana celular interna envolvidos no tráfego vesicular e na transdução de sinal. FLOT1 codifica uma proteína de membrana integral associada a caveolae. A função da flotilina 1 não foi determinada.

## Interações
Foi demonstrado que FLOT1 interage com SORBS1.